# 阿巴卡韋/拉米夫定
阿巴卡韋/拉米夫定（英語：Abacavir/lamivudine）以Kivexa（克為滋）等品牌在市面銷售，是一種複方抗反轉錄病毒藥物（含有阿巴卡韋和拉米夫定兩種成分)，用於治療愛滋病。通常是建議其與別的抗反轉錄病毒藥物一起使用，通常也是一種用於治療兒童的首選藥物。藥物為片劑，透過口服方式給藥。
使用後常見的副作用包括失眠、頭痛、抑鬱、疲勞、噁心、皮疹和發燒。嚴重的副作用包括有乳酸性酸中毒、過敏反應和肝腫大。不建議攜帶HLA-B*5701特定基因的族群使用此藥物。個體懷孕期間使用後的安全性尚未得到充分研究，但似乎沒有問題。拉米夫定和阿巴卡韋兩者都是核苷類逆轉錄酶抑制劑 (NRTI)。
阿巴卡韋/拉米夫定於2004年在美國被批准用於醫療用途。也被列入世界衛生組織基本藥物標準清單之中。

## 社會與文化

### 名稱
此藥物在大多數國家/地區以Kivexa（克為滋）的品牌銷售，但在美國則以Epzicom的品牌銷售。

### 法律挑戰
總部設於以色列的跨國製藥公司梯瓦和總部設於印度的路平製藥有限公司都提交簡式新藥申請 (ANDA)，涉及使用阿巴卡韋、拉米夫定和齊多夫定（AZT）的各種組合，用以治療愛滋病，並對多項專利提出挑戰。美國德拉瓦聯邦地區法院於2013年維持Epzicom和Tizivir（三泰維）兩個品牌藥品專利有效。截至2014年11月20日，其他事項仍可上訴或進行訴訟。根據一則2015年2月發佈的新聞，聯邦上述法院維持路平製藥產品（Trizivir的通用名藥物，為阿巴卡韋、拉米夫定和齊多夫定的組合）仍得銷售的原判，但梯瓦則被判不得銷售其產品Epzicom（阿巴卡韋和拉米夫定的組合）。發起專利侵權訴訟的公司為ViiV Healthcare。

## 外部連結
- . Drug Information Portal. U.S. National Library of Medicine.   [2024-01-23]. （原始内容存档于2021-05-18）.